# Le Royaume des Slaves
 (février 2020).
Le contenu est difficilement compréhensible vu les erreurs de traduction, qui sont peut-être dues à l'utilisation d'un logiciel de traduction automatique.

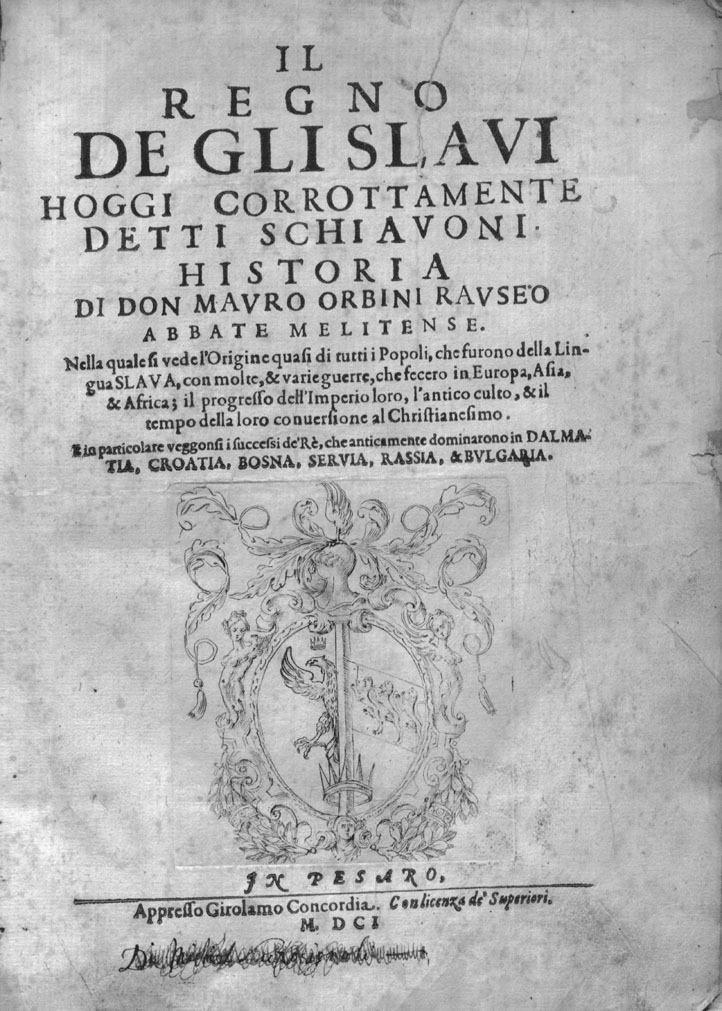
Il Regno de gli Slavi

Le Royaume des Slaves (Il Regno de gli Slavi) est un livre écrit par Mauro Orbini publié dans la ville italienne de Pesaro en 1601. Le livre présente une histoire des peuples slaves.
Cet ouvrage s'inscrit dans le contexte historique de la Longue Guerre, après la pendaison de Michel Cantacuzène Chaïtanoglou (3 mars 1578) et l'assassinat du grand vizir Sokollu Mehmet Pacha (11 octobre 1579). La république de Venise, par le biais de ses protégés, comme la sultane validé, réussit à évincer la république de Raguse de sa position dans le commerce méditerranéen en construisant un port à Split.
Après que Pierre le Grand se soit déclaré empereur, son premier ordre est de traduire le livre en russe et de le publier. Ce livre a joué un rôle énorme dans l'émergence du panslavisme.